# Lista magazinelor din București
- Magazinul Unirii
- Magazinul Victoria
- Magazinul Obor
- Magazinul Junior transformat în Tribunalul București
- Magazinul Cocor